# Morphodontonychus
Morphodontonychus là một chi bọ cánh cứng trong họ 
Elateridae.
Chi này được miêu tả khoa học năm 1972 bởi Girard.

## Các loài
- Morphodontonychus obscurus Girard, 1972